# Önnarp
Önnarp este o arie protejată (arie specială de conservare — SAC, sit de importanță comunitară — SCI) din Suedia întinsă pe o suprafață de 3,3 ha, integral pe uscat.

## Localizare
Centrul sitului Önnarp este situat la coordonatele 57°49′42″N 13°34′38″E / 57.8283°N 13.5771°E.

## Înființare
Situl Önnarp a fost declarat sit de importanță comunitară în ianuarie 1997 pentru a proteja 1 specie de animale. Situl a fost protejat și ca arie specială de conservare în martie 2011.

## Biodiversitate
Situată în ecoregiunea boreală, aria protejată conține 2 habitate naturale: Cursuri de apă de la nivel de câmpie la nivel montan, cu vegetație Ranunculion fluitantis și Callitricho-Batrachion, Liziere de ierburi înalte hidrofile de câmpie și de nivel montan până la alpin.
La baza desemnării sitului se află o specie protejată de  nevertebrate: Margaritifera margaritifera.